# Ubojstva na dobrom brodu
Ubojstva na dobrom brodu (eng. The Good Ship Murder) je britanska kriminalistčka televizijska serija koju su stvorili Paul Matthew Thompson i Mike Benson, smještena na luksuznom mediteranskom kruzeru. Serija prati umirovljenog detektiva koji je postao kabaretski pjevač koji rješava ubojstva na brodu.
Serija se počela prikazivati od 13. listopada 2023. na britanskom kanalu Channel 5. U Hrvatskoj se premijerno prikazuje od 22. listopada 2024. na kanalu Star Crime.
U travnju 2024. obnovljena je za još dvije sezona i božićni specijal.

## Radnja
Serija prati Jacka Graylinga, bivšeg policijskog detektiva koji sada radi kao pjevač na kruzeru koji plovi Mediteranom. Međutim, njegov miran život na moru prekida se kada se na brodu počnu događati ubojstva. Jack se, uz pomoć prve časnice broda Kate Woods, vraća svojim detektivskim korijenima kako bi riješio te neobične zločine.
Svaka epizoda donosi novu misteriju i završava Jackovim nastupom u brodskom kabareu.

## Glumačka postava
- Shayne Ward kao Jack Grayling
- Catherine Tyldesley kao Kate Woods
- Claire Sweeney kao Beverley Carnell
- Geoffrey Breton kao Piers de Vreese
- Zak Douglas kao Jamil
- Vincent Paul Ebrahim kao Gregory
- Olivia Marie Fearn kao Cecile Ray
- Olivia Fenton kao Ella Jones
- Stephen Bradley kao Evan O'Donnell
- Fergal Coghlan kao Charlie York

## Pregled serije
Serija se počela prikazivati od 13. listopada 2023. na britanskom kanalu Channel 5. U Hrvatskoj se premijerno prikazuje od 22. listopada 2024. na kanalu Star Crime.
| Sezona | Sezona | Epizode | Izvorno prikazivanje | Izvorno prikazivanje | Hrvatsko prikazivanje | Hrvatsko prikazivanje |
| Sezona | Sezona | Epizode | Premijera            | Finale               | Premijera             | Finale                |
| ------ | ------ | ------- | -------------------- | -------------------- | --------------------- | --------------------- |
|        | 1.     | 8       | 13. listopada 2023.  | 1. prosinca 2023.    | 22. listopada 2024.   | 10. prosinca 2024.    |
|        | 2.     | 8       | Još nije najavljeno  | Još nije najavljeno  | Još nije najavljeno   | Još nije najavljeno   |

## Vanjske poveznice
- Službena stranica na Channel 5
- Službena stranica na Star Channelu
- Ubojstva na dobrom brodu u internetskoj bazi filmova IMDb-a